# شایان چارانی
شایان چارانی یکی از بازداشت‌شدگان خیزش ۱۴۰۱ ایران است. او پس از مراسم چهلم حدیث نجفی در کرج بازداشت شده‌است. در جریان جلسه محاکمه در دادگاه انقلاب استان البرز در خصوص کشته‌شدن یک بسیجی به نام  روح‌الله عجمیان بدون هیچ گونه مدرکی او به محاربه متهم شده‌است.